# King David (musical)
King David és un musical, de vegades descrit com un oratori modern, amb llibret i lletres de Tim Rice i música d'Alan Menken. El musical es basa en contes bíblics dels Llibres de Samuel i Primer de les Cròniques, i també en un text dels Salms de David.

## Descripció i història
King David és cantat, amb poc diàleg, i la música passa des del pop fins al jazz fins als arranjaments corals. Utilitza una gran orquestra i un gran cor.
L'obra va ser concebuda com una peça a l'aire lliure per commemorar el 3.000 aniversari de la ciutat de Jerusalem. Tot i això, segons Rice, "Quan es va demostrar impossible fer-ho logísticament i econòmicament i Disney es va interessar, vam canviar d'engranatge ... Sentíem que se'ns va donar l'encàrrec d'escriure-ho com a oratori i encara tenia l'esperança que fos representat com a tal a Israel… hauríem d'haver destacat això més per evitar ser jutjats principalment com un espectacle de Broadway ".

## Produccions
Una versió en concert, produïda per la Disney Theatrical Productions i André Djaoui i dirigida per Mike Ockrent, va ser presentada com la producció inaugural al recentment renovat per Disney New Amsterdam Theatre (l'antiga llar de les Ziegfeld Follies), realitzant-se una estada limitada de nou actuacions el Maig de 1997. El repartiment va incloure a Roger Bart, Stephen Bogardus, Judy Kuhn, Alice Ripley, Martin Vidnovic i Michael Goz, amb Marcus Lovett en el paper principal. La peça durava dues hores i 45 minuts i només es va escenificar parcialment.
El 6 de setembre de 1997, Patti LuPone, Davis Gaines i Rebecca Luker van donar un concert al Hollywood Bowl que va acabar amb tres seleccions del King David.
El 2004 hi va haver una producció a Irving, Texas.
Actualment, no hi ha plans per a una producció a Broadway completament escenificada .

## Números musicals
| Acte I - Prologue – David, Bathsheba, Salomó jove, Joab i Cor Samuel - Israel i Saul – Joab, Samuel, Saul i Cor - Samuel Confronts Saul – Saul, Samuel, Agag i Cor - Samuel Anoints David – Joab, Samuel, Jesse, David i Cor Saul - The Enemy Within – Saul i Cor - There is a View... – Joab, Abner, Saul i Cor - Psalm 8 – David - Genius from Bethlehem – Saul, David, Abner, Joab, Jonathan i Michal Goliath - The Valley of Elah – Goliath, Abner, Joab, David, Saul i Soldats - Goliath of Gath – Goliath, David, Joab, Soldats i Cor - Sheer Perfection – Joab, Saul, David i Michal Jonathan - Saul Has Slain His Thousands – Joab i Cor - You Have It All – Saul, Jonathan i David - Psalm 23 – Saul i David - You Have It All/Sheer Perfection (Reprises) – Jonathan, Joab, Michal i David Exile - Hunted Partridge on the Hill – Joab, Saul, Michal, David i Homes - The Death of Saul – Saul, Jonathan, Fantasma de Samuel i Cor - How Are The Mighty Fallen | Acte II David the King - This New Jerusalem – David, Absalom, Veu de Jonathan, Joab i Cor - David i Michal – David, Joab i Michal - The Ark Brought to Jerusalem – David i Cor - Never Again – Michal i David Bathsheba - How Wonderful the Peace – Absalom, Joab, David i Cor - Off Limits – Bathsheba, David i Joab - Warm Spring Night – David - When in Love – Bathsheba - Uriah's Fate Sealed – David, Joab, Bathsheba i Cor - Atonement – David, Fantasmes de & Samuel, Bathsheba i Cor Absalom - The Caravan Moves On – Joab, Absalom, David, Fantasmes de Saul & Samuel i Men - Death of Absalom – Joab i Absalom - Absalom My Absalom – David David's Final Days - Solomon – Solomon, Joab, David i Bathsheba - David's Final Hours – Michal, David, Joab, Bathsheba, Veus of Goliath, Saul, Jonathan & Samuel i Cor - The Long Long Day – David - This New Jerusalem (Reprise) – Salomó i Company ia |

## Repartiment
| - Roger Bart – Jonathan - Stephen Bogardus – Joab - Anthony Galde – Absalom - Judy Kuhn – Michal - Marcus Lovett – David - Alice Ripley – Bathsheba - Peter Samuel – Samuel - Martin Vidnovic – Rei Saul | - Bill Nolte – Goliath - Timothy Shew – Abner - Timothy Robert Blevins – Agag - Peter C. Ermides – Uriah - Michael Goz – Jesse - Daniel James Hodd – Salomó jove - Kimberly JaJuan – Abishag - Dylan Lovett – Absalom jove |

## Resposta crítica
El concert de debut de 1997 va provocar una revisió tèbia per The New York Times. Ben Brantley escriure: "... l'espectacle és sobri, respectuós, carregat de prou informació durant un mes de classes d'estudi bíblic i, segons els seus propis termes, més acuradament pensat, amb equivalents pop de motius operístics i tocs folklòrics exòtics a la Borodin, tot i que, mentre el repartiment ben cantat, sota la direcció de Mike Ockrent, i l'orquestra (Michael Kosarin és el director musical i Douglas Besterman l'orquestrador), han estat polides de manera acurada, l'espectacle, a dues hores i 45 minuts, només no pot ajudar a ser un Goliat d'un bosquet."
Variety ho va anomenar "sense cap mena de serietat i desproveït de l'enginy que Menken va portar a projectes anteriors".